# Зимперт
Зимперт (нем. Simpert; умер 13 октября 807) — христианский святой. Был аббатом, епископом в Аугсбурге с 778 по 807 год. В документе от 6 января 1468 года папа римский Павел II разрешил почитать Зимперта как местного святого. Папа Григорий XV утвердил почитание по всей Аугсбургской епархии в 1622 году.

## Биография
Зимперт родился в середине VIII века. Его родители, скорее всего, принадлежали к алеманско-баварскому дворянскому роду, вотчиной которого был Айхаха. Возможно они были связаны семейными узами с правящей семьей Франконии. По преданию, мать Зимперта приходилась сестрой Карлу Великому.
Зимперт получил образование в аббатстве Мурбах в Эльзасе, где принял бенедиктинский обряд и был избран аббатом. В 778 году Карл Великий назначил его епископом Аугсбурга. Он консолидировал и усилил юрисдикцию своего епископства и жил попеременно в Нойбург-ан-дер-Донау, в аббатстве Штаффельзее и в Аугсбурге. Зимперт Аугсбургский был одним из доверенных лиц франкского короля и императора Карла Великого. Об этом свидетельствует тот факт, что правитель поручил ему попечение о некоторых саксонских заложниках.
При Зимперте к Аугсбургской епархии была присоединена епархия Нойбург-Штаффельзее, к востоку от Леха. Эта мера была связана со свержением баварского герцога Тассилона III в 788 году и упразднением Баварского герцогства.
Зимперт перестроил базилику Святой Афры и другие религиозные сооружения региона. Основал знаменитый в Баварии монастырь Бенедиктбайерн.
Будучи епископом Аугсбурга, Зимперт до 792 года оставался аббатом Мурбаха, управляя одновременно епархией и монастырем. Он умер 13 октября 807 года и был похоронен в церкви Святой Афры.
В ходе санирования аугсбургского Дома гробница святого Зимперта была в сентябре 1977 года вскрыта. В медном реликварии обнаружили его мощи и текст жития святого, датированный 1492 годом. Зимперт был причислен к лику святых в 1468 году папой римским Николаем V. Память святого Зимперта отмечается по традиции 13 октября.

## Деяния
Народная молва превратила епископа Зимперта в персонажа многочисленных легенд. Святой Зимперт почитается как спаситель исчезнувших или украденных маленьких детей. Его часто изображают с посохом, а рядом с ним — волка, держащего в пасти ребёнка. Однажды, как говорит легенда, волк, утащивший ребёнка, благодаря молитвам святого Зимперта возвратил мальчика невредимым его родителям. В этом сказании, относящемся к 1230 году, приор Адилберт рассказывает о том, как оставшийся без присмотра малыш отошёл далеко от дома, и волк утащил его в лес. Мать пропавшего ребёнка очень почитала святого Зимперта. Она, рыдая, стала молиться святому, прося его заступиться и вызволить из беды ребёнка. Спустя какое-то время неожиданно появился волк, несущий в пасти малыша, целого и невредимого. Благодарная мать взяла ребёнка на руки и понесла его в Аугсбург, где рассказала его жителям, как ей в горе помог по её молитвам святой Зимперт. Она также заказала у аугсбургских художников-мастеров небольшой восковой барельеф, на котором был изображен волк, держащий в пасти её дитя. Этот барельеф долгое время находился рядом с гробницей святого Зимперта, которого с XV века стали благодаря легенде изображать с волком.